# Tratado da União Europeia
O Tratado da União Europeia (TUE) de 2007 é um dos principais Tratados da União Europeia, juntamente com o Tratado sobre o Funcionamento da União Europeia (TFUE). O TUE constitui a base do direito da UE, estabelecendo os princípios gerais do propósito da UE, a governação das suas instituições centrais (como a Comissão, o Parlamento, o Conselho da União Europeia e o Conselho Europeu), bem como as regras em matéria de política externa, estrangeira e de segurança.

## História
Apesar da atual versão do TUE ter entrado em vigor em 2009, na sequência do Tratado de Lisboa (2007), a versão mais antiga do mesmo documento foi implementada pelo Tratado de Maastricht (1992), tendo passado por mudanças intermédias com o Tratado de Amsterdão (1997) e o Tratado de Nice (2001).

## Disposições
Após o preâmbulo, o texto consolidado do tratado é dividido em seis partes.

### Título I: Disposições comuns
O primeiro capítulo trata das disposições comuns. O artigo 1.º estabelece a União Europeia, substituindo formalmente a Comunidade Europeia, declara um "processo de criação de uma união cada vez mais estreita entre os povos da Europa" e estabelece o valor jurídico dos tratados. O artigo 2.º afirma que a UE se baseia "nos valores do respeito pela dignidade humana, da liberdade, da democracia, da igualdade, do Estado de direito e do respeito pelos direitos do Homem, incluindo os direitos das pessoas pertencentes a minorias". Os Estados-Membros partilham uma “sociedade caracterizada pelo pluralismo, a não discriminação, a tolerância, a justiça, a solidariedade e a igualdade entre homens e mulheres”.
O artigo 3.º estabelece então os objetivos da UE em seis pontos. O primeiro é simplesmente promover a paz, os valores europeus e o bem-estar dos seus cidadãos. O segundo diz respeito à livre circulação com controlos nas fronteiras externas em vigor. O ponto 3 trata do mercado interno. O ponto 4 estabelece o euro. O ponto 5 afirma que a UE deve promover os seus valores, contribuir para a erradicação da pobreza, respeitar os direitos humanos e respeitar a Carta das Nações Unidas. O sexto ponto final afirma que a UE prosseguirá estes objetivos pelos "meios adequados", de acordo com as suas competências conferidas nos tratados.
O artigo 4.º refere-se à soberania e às obrigações dos Estados-Membros. O artigo 5.º estabelece os princípios da atribuição, da subsidiariedade e da proporcionalidade no que diz respeito aos limites dos seus poderes. O artigo 6.º vincula a UE à Carta dos Direitos Fundamentais da União Europeia e à Convenção Europeia dos Direitos Humanos. O artigo 7.º trata da suspensão de um Estado-Membro e o artigo 8.º trata do estabelecimento de relações privilegiadas com os países vizinhos.

### Título II: Disposições relativas aos princípios democráticos
O artigo 9.º estabelece a igualdade dos cidadãos nacionais e a cidadania da União Europeia. O artigo 10.º declara que a UE se baseia na democracia representativa e que as decisões devem ser tomadas o mais próximo possível dos cidadãos. Faz referência aos partidos políticos europeus e à forma como os cidadãos são representados: diretamente no Parlamento, pelos seus respetivos Governos no Conselho, e pelos seus respetivos Chefe de Estado ou de Governo no Conselho Europeu – respondendo perante os parlamentos nacionais. O artigo 11.º estabelece a transparência governamental, declara que devem ser realizadas amplas consultas e introduz disposições para uma petição (Iniciativa de cidadania europeia) onde pelo menos 1 milhão de cidadãos podem solicitar à Comissão que legisle sobre um assunto. O artigo 12.º confere aos parlamentos nacionais um contributo limitado no processo legislativo.

### Título III: Disposições relativas às instituições

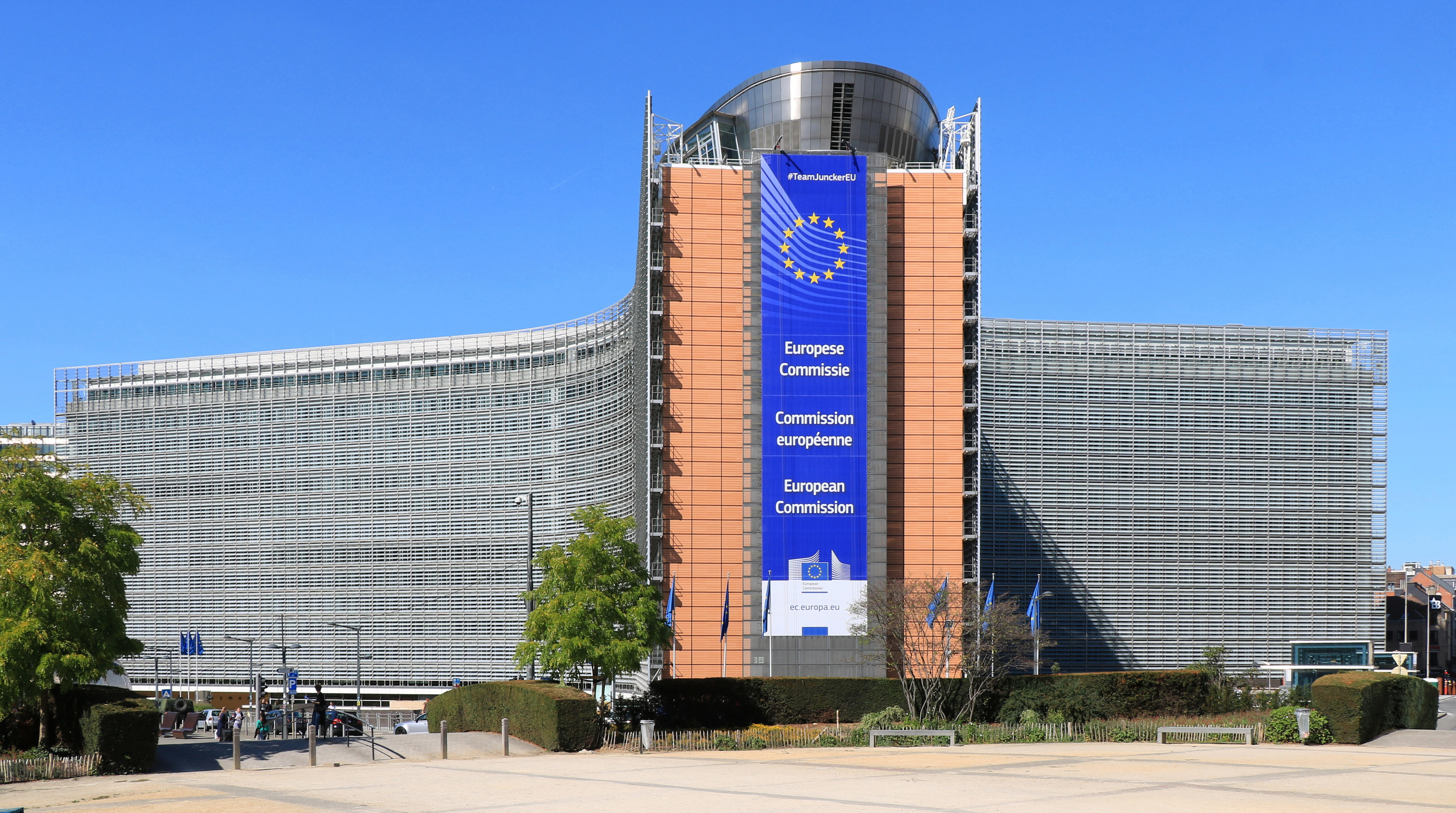
O Edifício Berlaymont, sede da Comissão Europeia em Bruxelas, Bélgica.

O artigo 13.º cria as instituições pela seguinte ordem e sob as seguintes designações: Parlamento Europeu, Conselho Europeu, Conselho, Comissão Europeia, Tribunal de Justiça da União Europeia, Banco Central Europeu e Tribunal de Contas. Obriga à cooperação entre estes e limita as suas competências aos poderes previstos nos tratados.
O artigo 14.º trata do funcionamento do Parlamento e da sua eleição, o artigo 15.º do Conselho Europeu e do seu presidente, o artigo 16.º do Conselho e das suas configurações e o artigo 17.º da Comissão e da sua nomeação. O artigo 18.º institui o Alto Representante da União para os Negócios Estrangeiros e a Política de Segurança e o artigo 19.º institui o Tribunal de Justiça da União Europeia, por sua vez constituído pelo Tribunal de Justiça, pelo Tribunal Geral e por tribunais especializados.

### Título IV: Disposições relativas às cooperações reforçadas
O Título IV tem apenas um artigo que possibilita a um número limitado de Estados-Membros executarem uma cooperação reforçada dentro da UE se outros bloquearem a integração nesse domínio.

### Título V: Disposições gerais relativas à ação externa da União e disposições específicas relativas à política externa e de segurança comum
O Capítulo 1 deste título inclui os artigos 21.º e 22.º. O artigo 21.º trata dos princípios que definem a política externa da UE; incluindo o cumprimento da Carta das Nações Unidas, a promoção do comércio global, o apoio humanitário e a governação global. O artigo 22.º confere ao Conselho Europeu, deliberando por unanimidade, o controlo sobre a definição da política externa da UE.
O Capítulo 2 está ainda dividido em seções. A Secção 1, relativa às disposições comuns, detalha as orientações e o funcionamento da política externa da UE, incluindo a criação do Serviço Europeu de Ação Externa (SEAE) e as responsabilidades dos Estados-Membros. A Secção 2, composta pelos artigos 42.º a 46.º, trata da cooperação militar (incluindo a defesa mútua).
A 17 de novembro de 2015, a França apelou aos outros Estados-Membros para que lhe prestassem assistência militar, com base no artigo 42.º. Esta foi a primeira vez que este artigo foi aplicado e todos os Estados-Membros responderam em conformidade. Porém, pelo menos um Estado-Membro (Finlândia) concluiu que, devido à existência de leis nacionais conflituantes, a assistência militar seria excluída.

### Título VI: Disposições finais
O artigo 47.º estabelece uma personalidade jurídica (capacidade jurídica) para a UE. O artigo 48.º trata do método de alteração do tratado; especificamente os procedimentos de revisão ordinária e simplificada. O artigo 49.º trata dos pedidos de adesão à UE e o artigo 50.º trata da retirada. No rescaldo da votação do Brexit no Reino Unido, a 23 de junho de 2016, o Reino Unido invocou formalmente o artigo 50.º em março de 2017, avisando que deixaria a UE dentro de dois anos. O artigo 51.º trata dos protocolos anexos aos tratados e o artigo 52.º da aplicação geográfica do tratado. O artigo 53.º afirma que o tratado está em vigor por um período ilimitado, o artigo 54.º trata da ratificação e o 55.º das diferentes versões linguísticas dos tratados.

### Protocolos, anexos e declarações
Os protocolos, os anexos e as declarações complementam o Tratado da União Europeia (TUE), bem como o Tratado sobre o Funcionamento da União Europeia (TFUE). No caso dos protocolos e dos anexos, estes têm o mesmo valor jurídico que o próprio tratado.